# Modlany
Modlany jsou obec v okrese Teplice v Ústeckém kraji. Žije v ní přibližně 1 100 obyvatel.

## Název
Název vesnice je odvozen ze jména Modla ve významu ves lidí Modlových nebo podle polohy sídla u modly. Staročeské slovo modla označovalo bůžka ale také místo k modlení. V historických pramenech se název vsi objevuje ve tvarech: Modler (1328), Modlani (1334, 1337, 1418), de Modlan (1335), Modlan (1352 až okolo roku 1405), in Modlan (1432), z Modlan (1472), Modlany (1561, 1654) a Modlan (1833). K označení vesnice se používal také lidový tvar Möln.

## Historie
První písemná zmínka o vesnici pochází z roku 1328. Vesnice původně patřila k panství hradu Kyšperk, založenému pány z Bergova, kteří byli významnou oporou katolíků proti husitům. Roku 1450 směnil Jan z Polenska a Vršovic Kyšperk i s panstvím za hrad Oltářík a tak se novým majitelem stal husitský hejtman Jakoubek z Vřesovic. Ten pak nad Teplicemi vybudoval hrad Doubravská hora.
Během následujících let vystřídaly Modlany několik majitel. Po bitvě na Bílé hoře byly zabrány katolíky a prodány za třicet tisíc zlatých. Nakonec ves, postižená morem a válkou připadla roku 1665 jezuitskému řádu, který zde zřídil školu, o níž je první zmínka hned o rok později.
Původní kostel byl během husitských válek vypálen a nový kostel svatého Apolináře byl vystavěn v letech 1687–1691. Po zániku jezuitského řádu roku 1773 se staly Modlany majetkem Českého království a tudíž královny Marie Terezie.
Roku 1780 byla zahájena těžba uhlí, v jejímž důsledku vznikly četné šachty, které postupně obklopily celou ves.
Roku 1902 v katastrálním území Modlany fungovaly doly Doblhoff II, Doblhoff III a Bohemia III. Všechny provozovala Mostecká uhelná společnost. K roku 1907 měla Bohemia 296 zaměstnanců a produkci necelých 172 tisíc tun uhlí. V dole Doblhoff II tehdy vyprodukovalo 296 zaměstnanců asi 163 tisíc tun uhlí. Důl Doblhoff III měl 813 zaměstnanců a produkci ve výši 394 tisíc tun uhlí.
V roce 2014 bylo v Kvítkově odkoupeno zhruba sedmdesát budoucích stavebních parcel Kuvajťany.

## Obyvatelstvo
Při sčítání lidu v roce 1921 ve vsi žilo 1 691 obyvatel (z toho 828 mužů), z nichž bylo 579 Čechoslováků, 1 082 Němců a třicet cizinců. Výrazně převažovala římskokatolická většina (1 459 lidí) a lidé bez vyznání (161 obyvatel). K evangelickým církvím se hlásilo 63 lidí, čtyři patřili k církvi československé, jeden byl žid a jeden člověk patřil k nezjišťovaným církvím. Podle sčítání lidu z roku 1930 měla vesnice 997 obyvatel: 216 Čechoslováků, 765 Němců a šestnáct cizinců. Věštšina se hlásila k římskokatolické církvi (871 lidí), ale žilo zde také 38 evangelíků, jeden žid, jeden člen nezjišťovaných církví a 86 lidí bez vyznání.
| | 1869 | 1880  | 1890  | 1900  | 1910  | 1921  | 1930 | 1950 | 1961 | 1970 | 1980 | 1991 | 2001 | 2011 |
| --- | ---- | ----- | ----- | ----- | ----- | ----- | ---- | ---- | ---- | ---- | ---- | ---- | ---- | ---- |
| Obyvatelé | 617  | 1 363 | 1 593 | 1 901 | 2 071 | 1 081 | 997  | 471  | 508  | 391  | 317  | 267  | 291  | 354  |
| Domy | 68   | 91    | 105   | 133   | 153   | 100   | 100  | 101  | 237  | 75   | 71   | 78   | 75   | 86   |
| Tabulka zahrnuje v období 1869 až 1919 údaje vsi Nové Modlany a data z roku 1961 zahrnují také domy z místních částí Drahkov, Kvítkov, Suché a Věšťany. |      |       |       |       |       |       |      |      |      |      |      |      |      |      |

## Části obce
- Modlany (k. ú. Modlany)
- Drahkov (k. ú. Kvítkov u Modlan)
- Kvítkov (k. ú. Kvítkov u Modlan)
- Suché (k. ú. Suché a Žichlice u Modlan)
- Věšťany (k. ú. Věšťany)

## Pamětihodnosti
- Kostel svatého Apolináře. Kostel z roku 1687 stojí na návsi v obci, dominanta. V průčelní západní věži se nachází zvon z roku 1548 od Wolfa Hilgera. V sanktusníku je zavěšen malý zvon z roku 1739 od Krištofa Ullmanna.
- Hřbitovní kaple. Kaple stojí na hřbitově v horní části obce. V průčelním nástavci je usazen malý zvon.
- Socha svatého Antonína
- Socha svatého Jana Nepomuckého

## Galerie

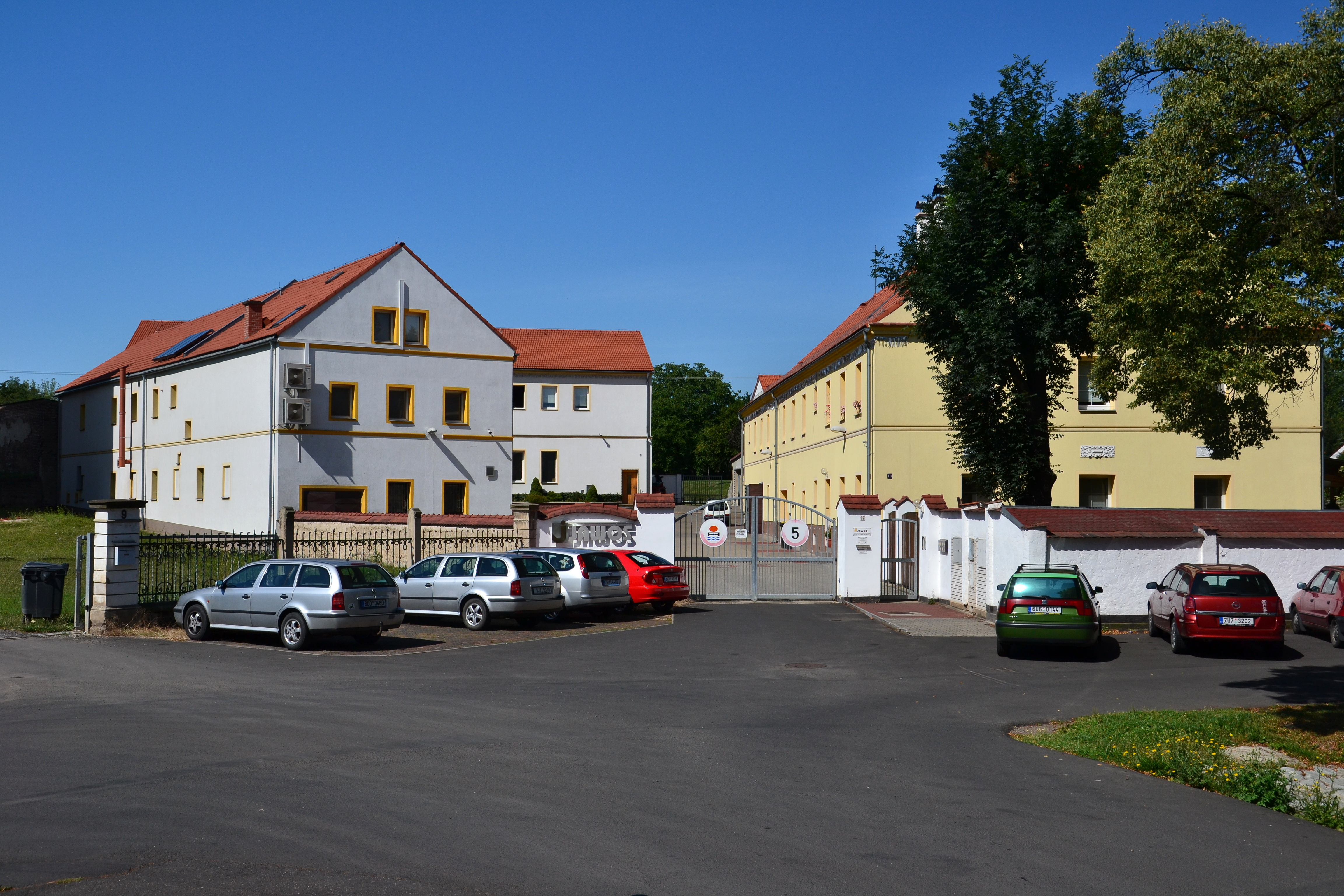
Areál firmy CORRÁDO SPRINT
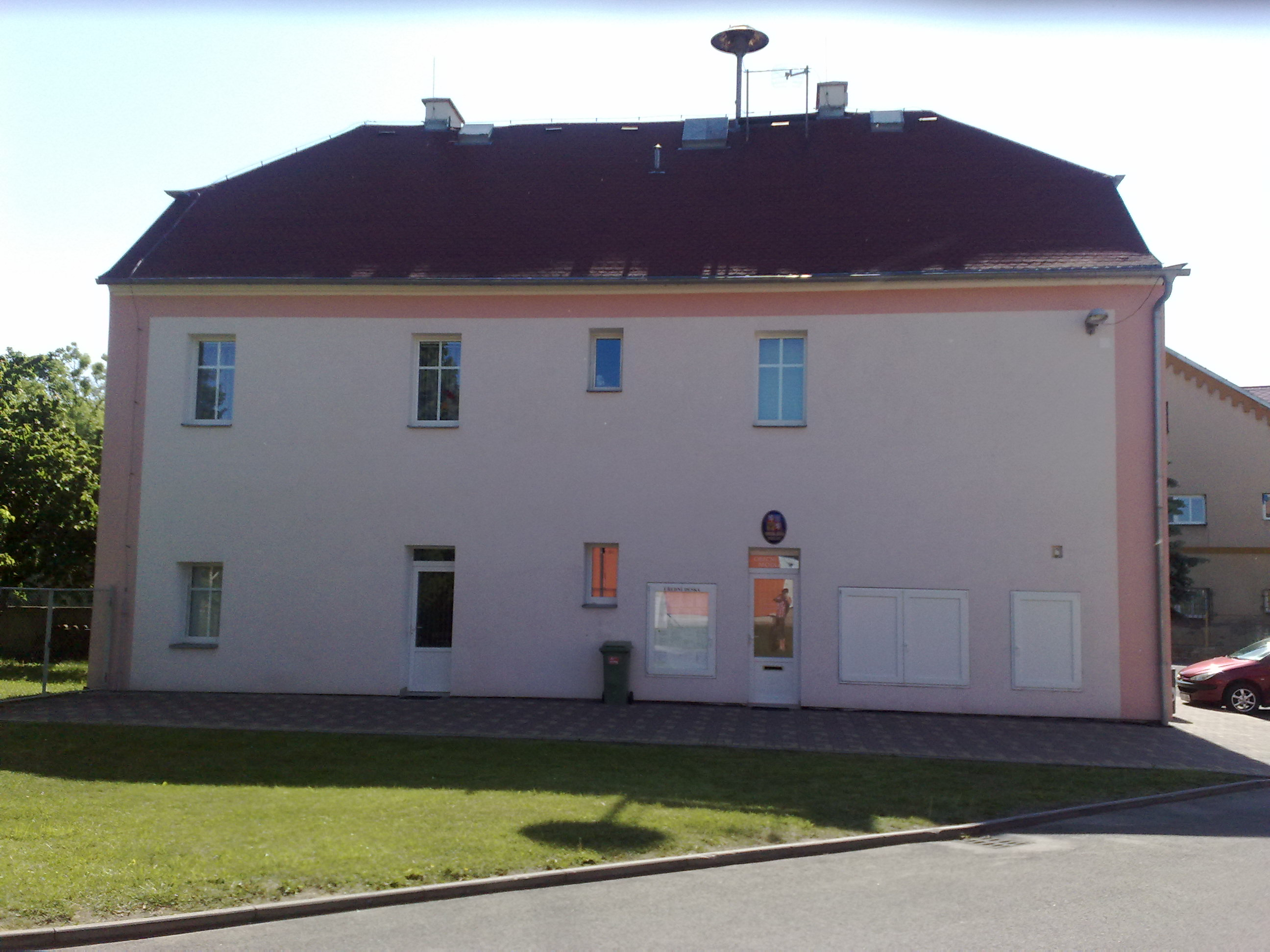
Obecní úřad
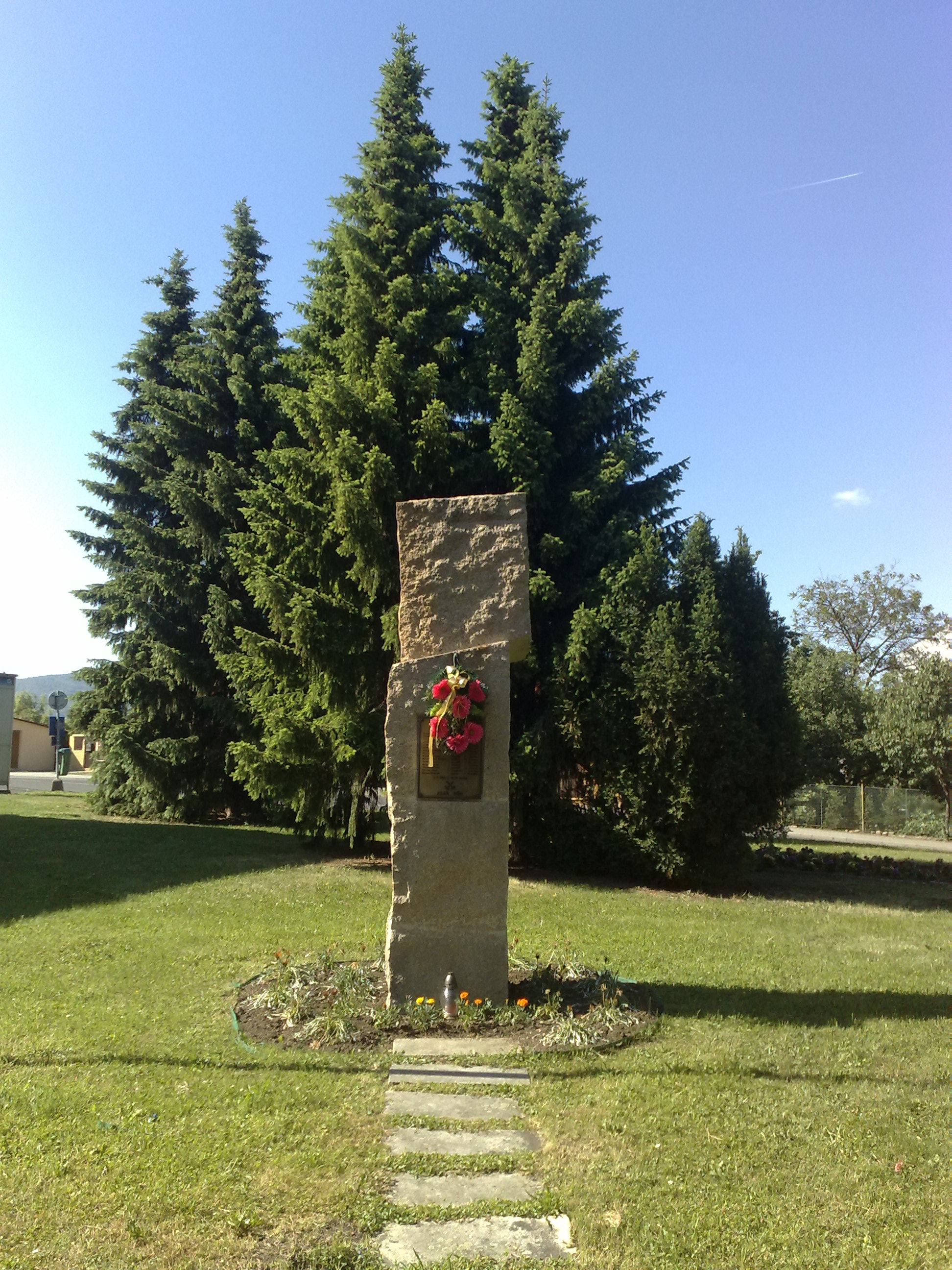
Památník katastrofy v dole Kateřina z 3. ledna 1963
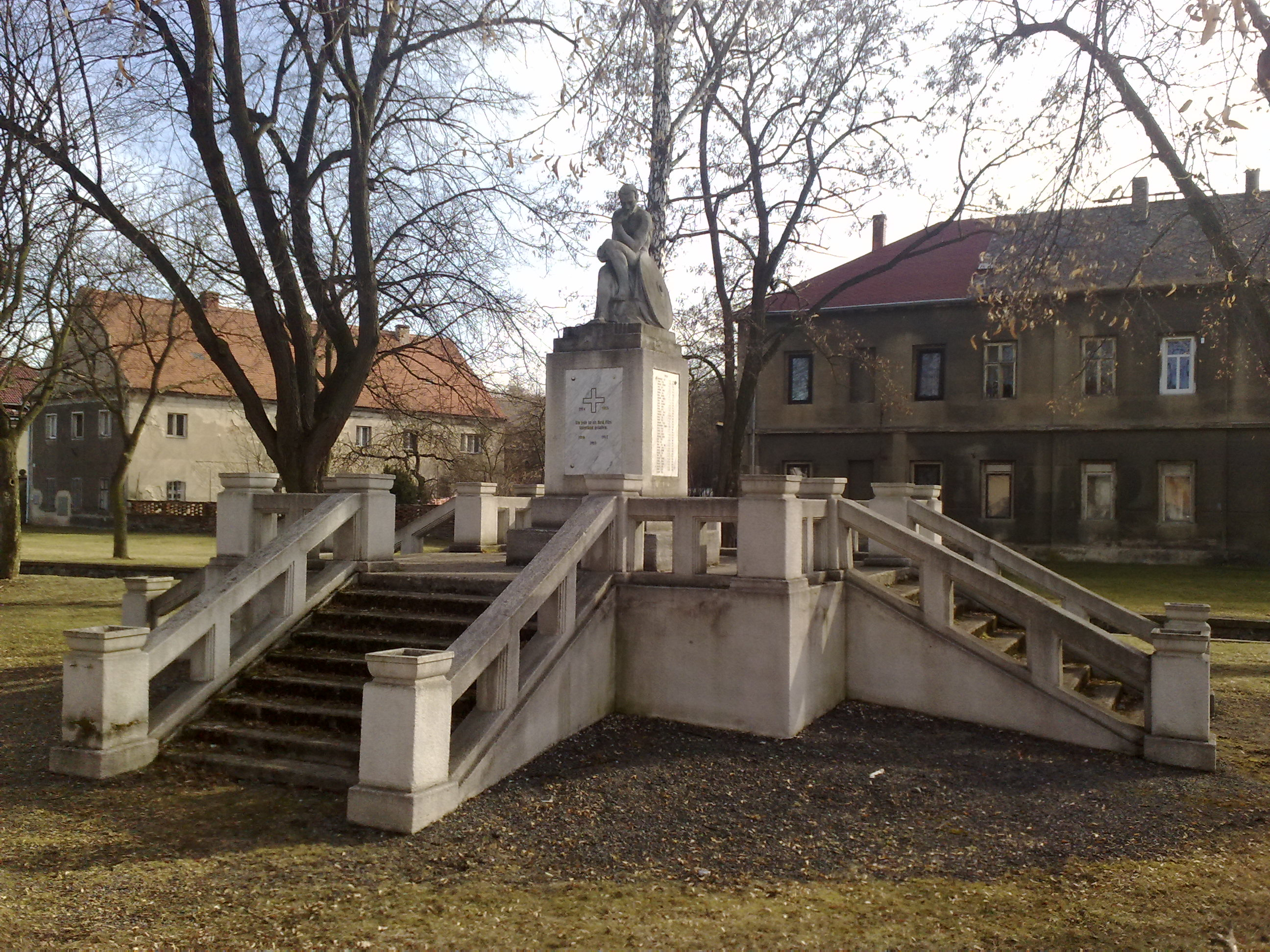
Pomník obětem první světové války
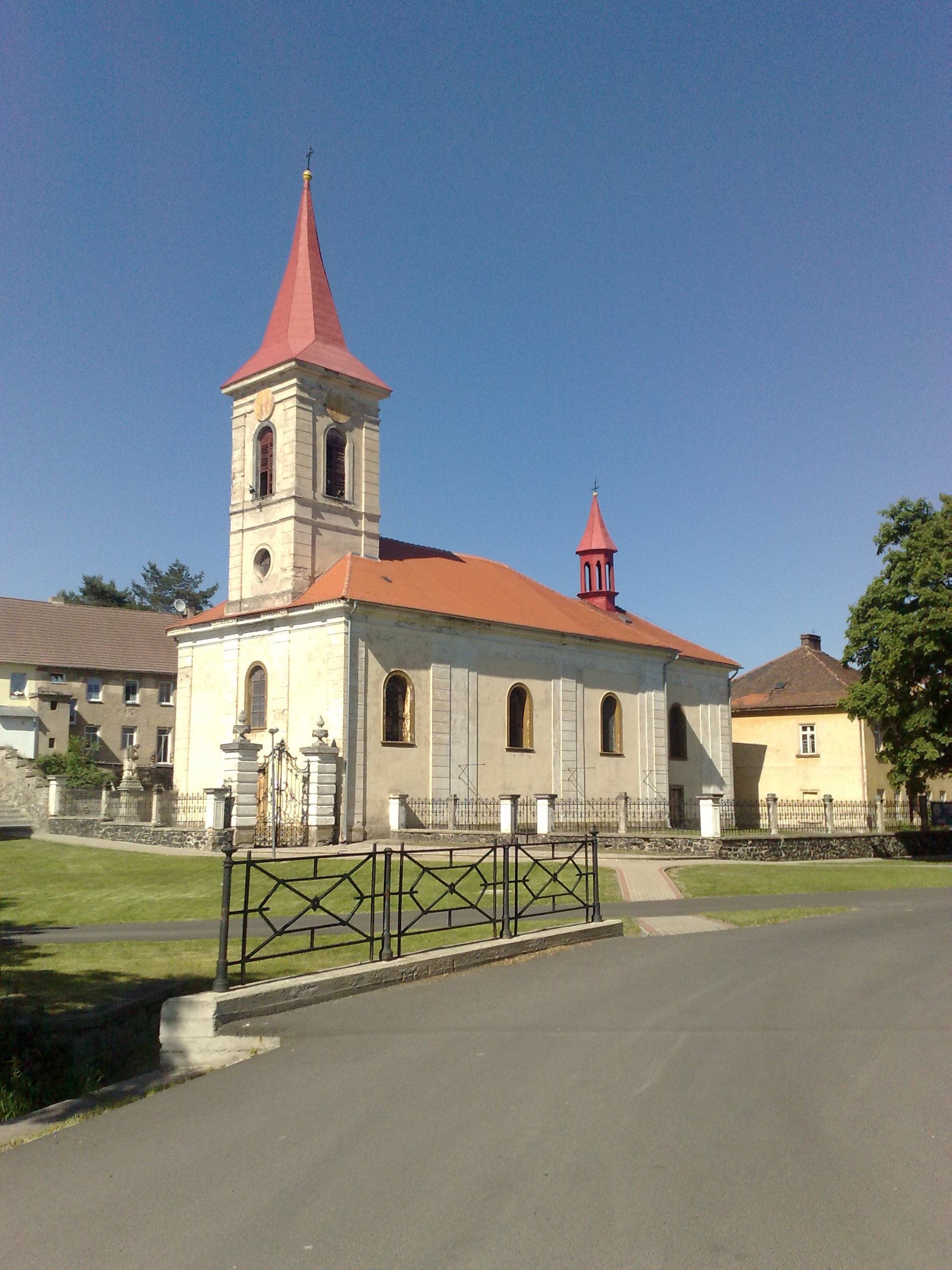
Kostel svatého Apolináře
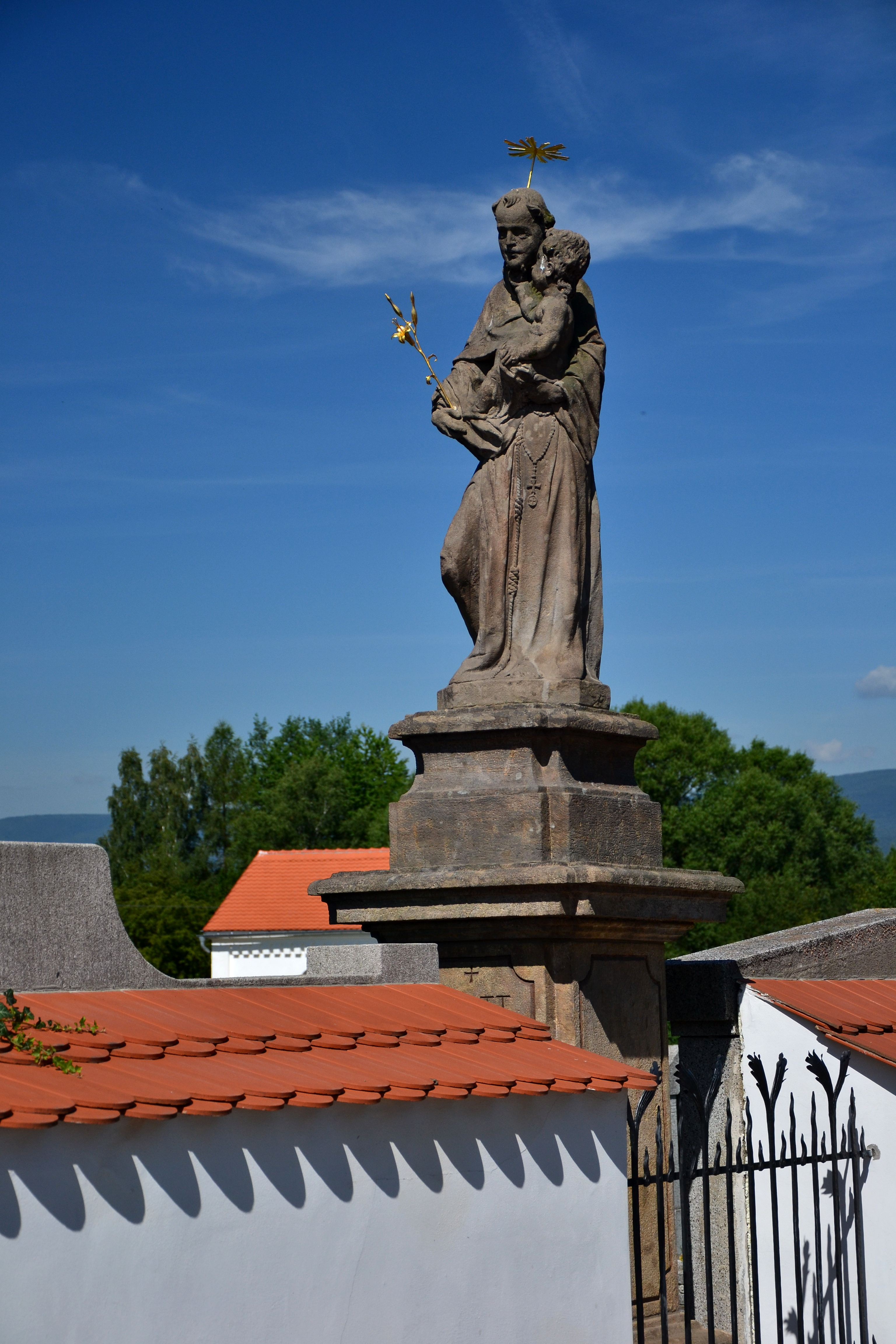
Socha svatého Antonína